# Pável Bermondt-Avalov
Pável Rafálovich Bermon(d)t-Aválov (Avalishvili) (del ruso: Павел Рафалович Бермон(д)т-Авалов): Павел Рафалович Бермон(д)т-Авалов; 4 de marzo de 1877 - 27 de enero de 1974)[cita requerida] fue un Cosaco del Ussuri y un señor de la guerra.

## Biografía

### Primeros años
Nació en Tiflis en la Gobernación de Tiflis, actual Georgia. Adoptó su segundo apellido Aválov (Avalishvili) después de su padre el príncipe georgiano Mijaíl Avalishvili. Recibió una educación musical uniéndose a los cosacos del Ussuri en 1906 después de servir como director musical en los cosacos de Transbaikalia. Se unió a un regimiento de lanceros en 1909 y fue ascendido a capitán en 1914.

### Guerra civil
Fue nombrado para dirigir el establecido ejército alemán en Rusia Occidental (posteriormente, frecuentemente conocida después de su nombre como "los Bermocianos") el cual estaba destinado a combatir contra los bolcheviques en la Guerra civil rusa, pero, creyendo que los comunistas serían derrotados sin su ayuda,[cita requerida] Pável Bermondt-Aválov decidió atacar nuevamente a las naciones independientes de Lituania y Letonia. Se cree que su "cuerpo especial ruso" poseía 50.000 soldados. Fue uno de los pocos generales anticomunistas que realizaba abiertamente propaganda a favor de la monarquía.
Fue ascendido a mayor general en 1918. Se hizo cargo de las Fuerzas Blancas en el Báltico del príncipe Anatoli Lieven, quien comandó un contingente en el Baltische Landeswehr. En 1919, sus fuerzas unieron a las del mayor general Rüdiger von der Goltz para formar el denominado "Ejército voluntario de Rusia Occidental" qué trató de proclamar el "Gobierno central y occidental" en Riga. Las tropas libres alemanas operaban en los Estados Bálticos desde primavera de 1919 para mantener alejado al Ejército Rojo. En verano de 1919, la Triple Entente y el gobierno alemán ordenaron retroceder las tropas, pero los soldados se negaron a hacerlo. Hasta al inicio de octubre la mayoría de los 40.000 voluntarios alemanes ingresaron al ejército de Bermondt que constaba de 10.000 rusos, en su mayoría ex-prisioneros de guerra liberaros de campamentos alemanes. Con esta farsa[cita requerida] los alemanes intentaron mantener su compromiso en el Báltico y asegurar intereses alemanes en el territorio. Usaron a Bermondt para sus propios propósitos. Desde que el gobierno alemán dejó de pagar a las tropas, las finanzas venían mayoritariamente de dirigentes económicos alemanes que tenían intereses en el Báltico. Al final el Ejército imprimió su propio dinero.
El ejército ruso occidental decidió atacar Semigalia, Curlandia (excepto Liepāja), Samogitia e invadió Riga, pero más tarde fue derrotado por los ejércitos letones y lituanos, con la ayuda del ejército de Estonia. Este desvío en el Báltico[cita requerida] de Bermondt-Aválov en gran medida contribuyó a su ya existente reputación como "aventurero" (como el general Bulak-Balajóvich) especialmente entre los historiadores letones.
Bajo la presión de los recién formados estados bálticos, tanto el ejército Entente y el gobierno alemán se retiraron. A mediados de diciembre de 1919 los últimos soldados ruso-alemanes cruzaron las fronteras a Alemania (Tilsit).

### Posguerra
Pável Bermondt-Aválov emigró a Europa Occidental, donde publicó un libro de memorias. Vivió en Alemania desde 1921 y estuvo implicado en movimientos de derecha. Fue encarcelado por los nazis en 1936 y deportado. Se estableció en Belgrado y más tarde se mudó a los EE. UU.. Falleció en Nueva York, EE. UU., en 1974.

## Premios y honores
- Caballero de la Orden de San Jorge IV clase
- Orden de Santa Ana